# St. Andreas (Erlabrunn)

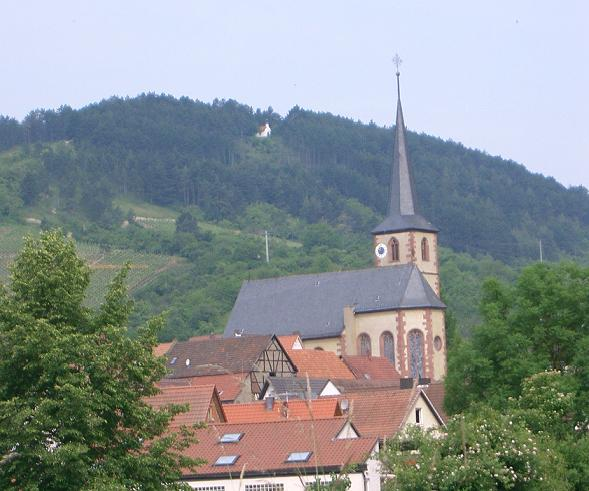
St. Andreas Erlabrunn

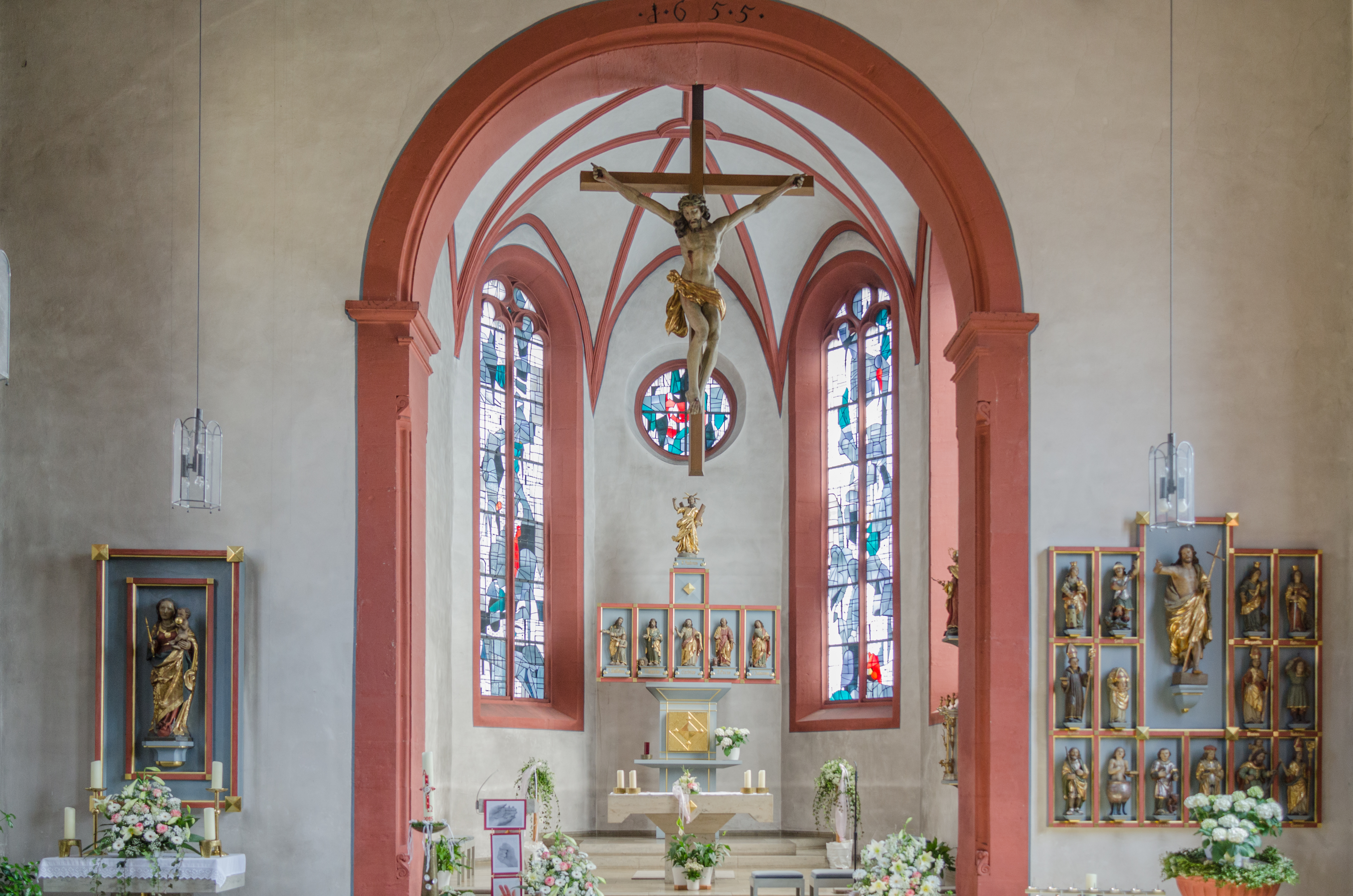
Blick in den Chor

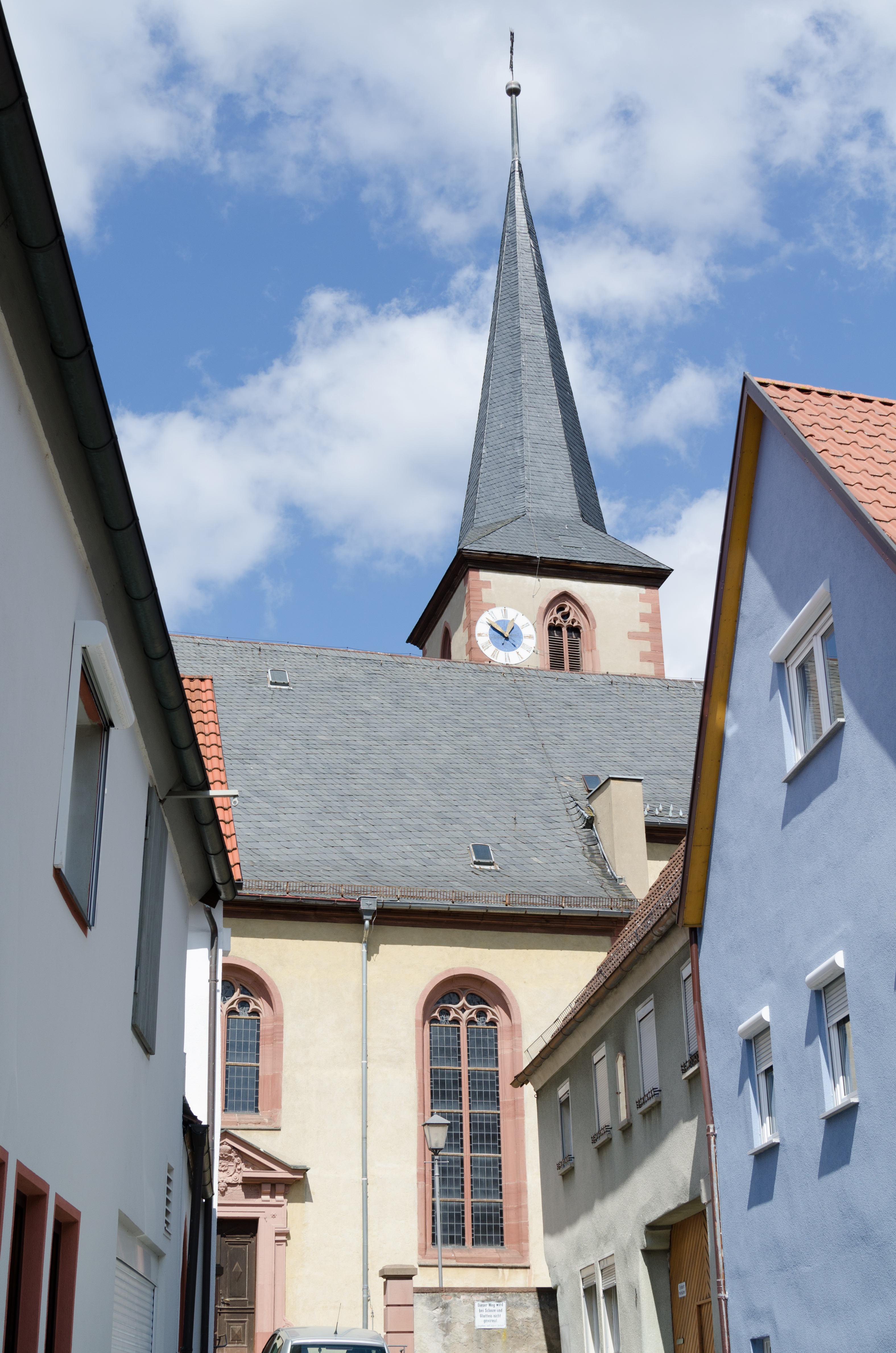
Ansicht von Süden

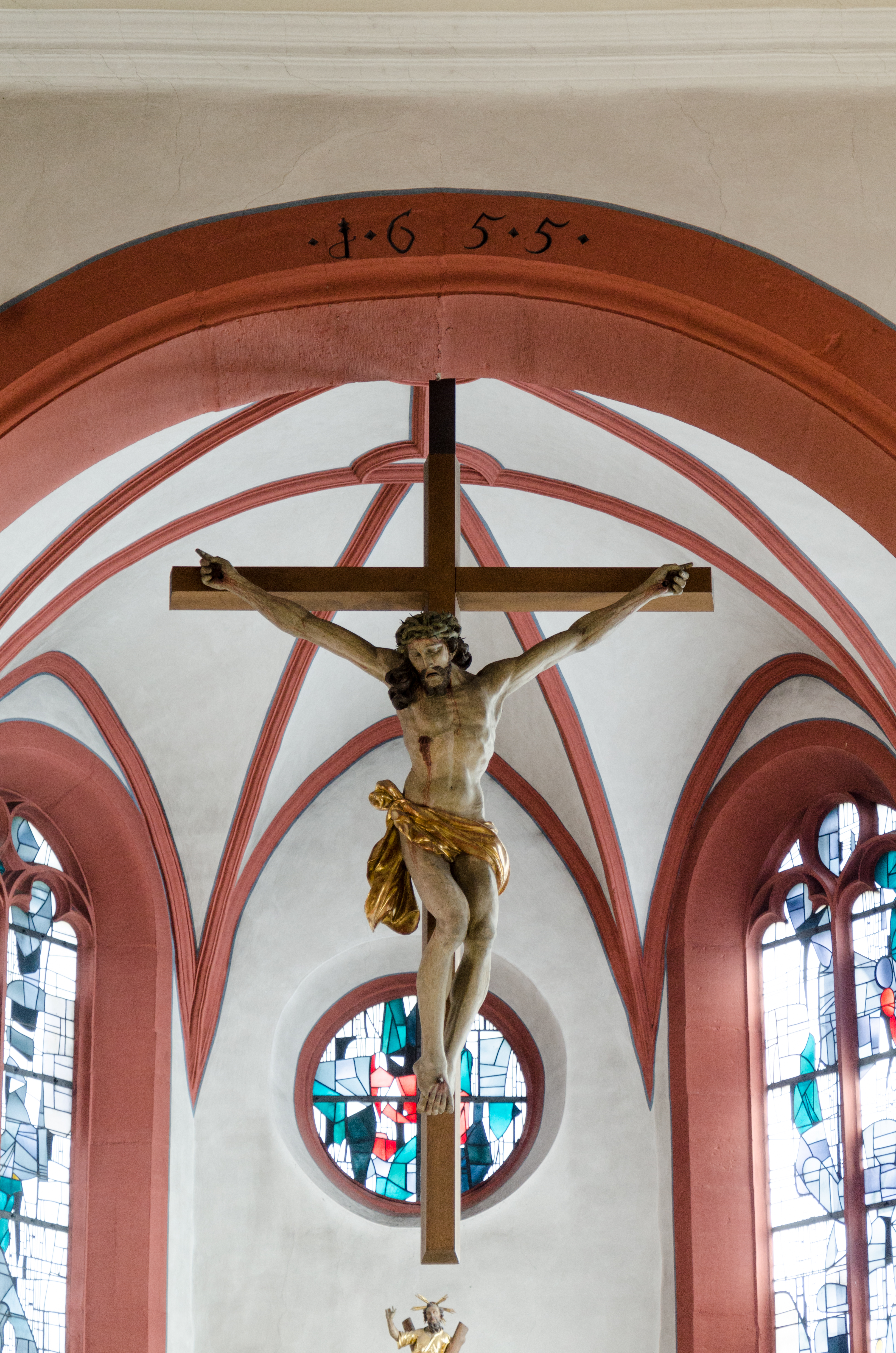
Triumphkreuz im Chorbogen

Die römisch-katholische Pfarrkirche St. Andreas ist eine nachgotische Saalkirche in Erlabrunn im unterfränkischen Landkreis Würzburg. Sie gehört zur Kirchengemeinde St. Andreas Erlabrunn im Dekanat Würzburg links des Mains im Bistum Würzburg.

## Geschichte
Das genaue Alter der Kirche ist nicht überliefert. Die Erlabrunner Kirche gehört neben St. Andreas (Ochsenfurt) zu den Kirchen im Landkreis Würzburg mit einem Andreaspatrozinium, das auf die Gründung zur Zeit von Bischof Burkard schließen lässt. 1372 wird erstmals ein Kirchenbau erwähnt.
1554 wurde das Kirchenpatronat der Pfarrei Hettstadt mit der Filiale Erlabrunn dem Kloster Oberzell übertragen. Von 1573 bis 1591 amtierte hier der Pleban Wolfgang Herbst. Am 22. Februar 1591 wurde die Filialkirche Erlabrunn durch den Bischof von Würzburg zu einer Pfarrei erhoben, der erste Pfarrer wurde Balthasar Stoltz. Dieser neuen Pfarrei gehörte als Filiale der Ort Margetshöchheim an. 1655 wurde die alte Kirche niedergelegt und eine neue Kirche erbaut, die am 16. September 1657 geweiht wurde. Die Weihe nahm der Würzburger Weihbischof Johann Melchior Söllner vor. Margetshöchheim wurde als Filiale 1673 an die Pfarrei Mittelzell übertragen und wurde 1754 zu einer eigenen Pfarrei.

## Architektur
Das Bauwerk ist ein einheitliches nachgotisches Bauwerk mit einem Turm von 1655 mit Echterspitze. Der dreiseitig geschlossene Chor ist mit aufgesetzten Stuckrippen gewölbt, das Langhaus wird durch eine stuckierte Flachdecke abgeschlossen, die Engelsköpfe in Kassetten zeigt.
Das Nordportal ist mit einer Inschrift versehen, in welcher Franz Thomas Meisner als Stifter der Kirchenausstattung des 18. Jahrhunderts genannt wird.
Das Hauptportal der Kirche im Westen ist mit Rustikagewände und einem Segmentgiebel versehen, in dessen Giebel eine Inschrift an die Grundsteinlegung vom 17. Juni 1655 erinnert.
Das Südportal ist mit einem reich verzierten Gewände und einem Dreiecksgiebel mit darin befindlichem Wappen des damals regierenden Fürstbischofs Johann Philipp von Schönborn versehen.
An der Südseite wurde in den Jahren 1965/66 eine neue, in Ortbeton hergestellte Sakristei angebaut.
Nach Eintritt in die Kirche steht man unterhalb der weit in den Raum vorgebauten Orgelempore, welche die Sicht zum Chorbogen und Chor etwa auf ein Drittel beschränkt.

## Ausstattung
An der nördlichen Außenwand ist der Grabstein der im Jahr 1700 verstorbenen Barbara Meisner zu finden. Weiterhin sind zwei Figuren des heiligen Rochus und des heiligen Sebastian aus dem 18. Jahrhundert angebracht.
An der südlichen Außenwand befindet sich eine Figur des heiligen Joseph, des Nährvaters Jesu und die neuzeitliche Figur des heiligen Antonius von Padua. An beiden Seitenwänden sind die von Josef Fleck aus Fulda im Jahr 1947 geschaffenen 14 Kreuzwegstationen zu finden. 
An der östlichen linken Abschlusswand des Langhauses ist der neuzeitliche Marienaltar mit einer Madonna aus der Zeit um 1700 angeordnet. An der östlichen rechten Abschlusswand steht ein Vierzehnheiligen-Altar mit Skulpturen aus dem Jahr 1658. Diese Figuren wurden von Pfarrer Eckardi in Auftrag gegeben. Der Taufstein ist aus Rotsandstein gearbeitet.
Im Chorbogen mit der Jahreszahl 1655 befindet sich das Triumphkreuz. Der Chor enthält an seinen Außenwänden das aus der gotischen Kirche stammende Sakramentshaus aus der Zeit um 1500. Darüber befindet sich eine Darstellung des auferstandenen Christus, der ursprünglich am Schalldeckel der Kanzel angebracht war. Über dem Umgang zum Turm ist ein Gemälde der Beweinung Christi aus der Werkstatt von Oswald Onghers angeordnet.
Am Ort des früheren Hochaltares befindet sich eine graue steinerne Stele mit dem eingelassenen Tabernakel und mit einem Figurenband, das Christus und die vier Evangelisten darstellt, mittig darüber die Figur des heiligen Andreas. Alle diese Figuren waren an der barocken Kanzel angebracht. Der Altartisch wie auch der Ambo sind modern gestaltet.
Die den Chorraum erhellenden Fenster mit zeitgenössischen Glasmalereien stammen von dem Maler Curd Lessig aus Würzburg und sind in den Jahren 1966/1967 entstanden. Auf der das Langhaus abschließenden Decke sind in der Mitte das Marien-, Andreas- und Christusmonogramm angebracht, die miteinander verzahnten Kassettenfelder zeigen 57 geflügelte Engelsköpfe aus dem Jahr 1656, die dem Stil der Renaissance angehören. Drei Glocken (Andreasglocke, Schlagton gis, Ave-Maria-Glocke, Schlagton h, und die Marienglocke, Schlagton cis) bilden das Geläut.

## Orgel
Die ursprüngliche Orgel von Johann Philipp Seuffert aus dem Jahre 1761 wurde für die 1967 eingebaute Orgel in Zahlung gegeben. Diese barocke Orgel steht seit 1975 im Münster von Überlingen als Marien-Orgel. Die heutige Orgel ist ein Werk von Norbert Krieger aus dem Jahr 1968.

## Umgebung
Um die Kirche war ehemals der von Mauern umgebene Friedhof angelegt. Als Mittelpunkt des Friedhofes ist das Friedhofskreuz nördlich aufgestellt, mit einer Inschrift, welche das Stifterehepaar Andreas und Katharina Busch nennt. Auf dem nördlichen Teil des ehemaligen Friedhofes befindet sich die neue Sakristei und eine freistehende Statue der Lourdes-Madonna.